# Federico Zappino
Federico Zappino (Torino, 17 aprile 1983) è un filosofo politico, teorico queer, attivista, accademico e traduttore italiano. Ha contribuito all’introduzione della teoria queer in Italia e ha elaborato la teoria del comunismo queer e del modo di produzione eterosessuale.

## Pensiero
L'opera di Federico Zappino é volta a coniugare teoria queer e materialismo, sia integrando la prospettiva queer con la prospettiva materialista (in particolare, del femminismo materialista francese), sia confutando i presupposti eterosessisti alla base del materialismo storico.
Il culmine di questa elaborazione teorica è raggiunta nella teorizzazione del modo di produzione eterosessuale, enunciata in Comunismo queer (Meltemi, 2019), e in altri scritti successivi, e debitrice del pensiero di Karl Marx, Monique Wittig, Mario Mieli e Judith Butler. Connessi a questa teorizzazione sono inoltre i temi dell'uguaglianza e della giustizia sociale, dell'intreccio fra neoliberismo e neofondamentalismo e dell'amore. 
Ispirandosi alla categoria marxiana di modo di produzione, con la quale Marx fa riferimento alla razionalità sociale che presiede all’insieme delle relazioni produttive e all’organizzazione dei mezzi di produzione volti a trasformare le materie naturali in beni, Federico Zappino sostiene che anche la materia corporea subisce un costante processo di trasformazione in un genere. Se la razionalità che presiede alla trasformazione delle materie in beni, secondo Marx, è la razionalità capitalistica, per Zappino, la razionalità che presiede alla trasformazione dei corpi in generi è invece la razionalità eterosessuale. Il modo di produzione eterosessuale si esplica dunque attraverso la trasformazione di determinate differenze anatomiche in principi di classificazione e gerarchizzazione sociale. In base a questa teoria, così come il fine del modo di produzione capitalistico è la riproduzione della società come capitalistica, il "fine" del modo di produzione eterosessuale è la riproduzione della società come eterosessuale, ossia, fondata tanto sul binarismo di genere quanto sulla disuguaglianza di genere. Di conseguenza, il fine del modo di produzione eterosessuale è la riproduzione della società come ontologicamente diseguale: la produzione costante di uomini e donne dà infatti luogo alla riproduzione costante di rapporti sociali improntati alla disuguaglianza. E' dunque dal modo di produzione eterosessuale che, in base a questa teoria, dipende la disuguaglianza sociale in quanto tale.
Così inteso, il modo di produzione eterosessuale precede storicamente il modo di produzione capitalistico, costituendo "il modo di produzione delle risorse simboliche, materiali, soggettive e relazionali da cui il capitalismo necessariamente attinge per dispiegare il proprio dominio". La specificazione della preminenza del modo di produzione eterosessuale su quello capitalistico ha una precisa funzione sia per la teoria politica marxista e per i movimenti anticapitalisti, sia per i movimenti Lgbt+ e queer. Secondo Zappino, infatti, entrambi sarebbero accomunati dal rischio di occultare la posizione strutturale del modo di produzione eterosessuale. I primi, auspicando un superamento del capitalismo improntato a una concezione delle classi e del rapporto tra struttura e sovrastruttura che declassa a questioni "sovrastrutturali" (intese come "culturali", contrapposte in senso deteriore a quelle "economiche") le gerarchie e le diseguaglianze ingenerate dal modo di produzione eterosessuale. I secondi, auspicando invece una trasformazione delle relazioni di genere e sessuali improntata a una concezione liberale e al suo corredo di correttivi formali (uguaglianza formale; leggi antidiscriminatorie) che elude il carattere sistemico del modo di produzione eterosessuale. 

## Produzione editoriale
Nel 2010, Federico Zappino traduce uno dei testi fondativi della teoria queer, Epistemology of the Closet di Eve Kosofsky Sedgwick, pubblicato vent'anni prima negli Stati Uniti e inedito in italiano. Il libro, pubblicato il 14 luglio 2011 con l'editore Carocci, ottiene ampi riscontri nel dibattito pubblico e accademico al punto che, come verrà fatto notare alcuni anni dopo, "non è insensato pensare che la traduzione del libro di Sedgwick, nel 2011, abbia stimolato un riaccendersi del dibattito (e dell’attivismo) queer in Italia".
Nel novembre del 2011, in occasione di una presentazione a Firenze dell'opera di Sedgwick, Liana Borghi gli affida la traduzione di un articolo di Judith Butler del 1988, Performative Acts and Gender Constitution, da inserire all'interno della prima antologia in italiano di teoria queer, Canone inverso (a cura di E.A.G. Arfini e C. Lo Iacono) del 2012. Questo lavoro apre la strada all'opera di traduzione, nel biennio successivo, di due lavori della filosofa statunitense, La vita psichica del potere e Fare e disfare il genere, pubblicati entrambi con Mimesis. Nonostante le edizioni originali delle opere risalissero rispettivamente al 1997 e al 2004, e nonostante si trattasse di due ritraduzioni, i riscontri delle due pubblicazioni destano l'attenzione critica internazionale. Contestualmente a queste due pubblicazioni, inoltre, appaiono altre opere di Butler: le ritraduzioni di Gender Trouble del 1990 (Questione di genere. Il femminismo e la sovversione dell'identità, Laterza, 2013) e Precarious Life del 2003 (Vite precarie. I poteri della violenza e del lutto, Postmedia Books, 2013) e la traduzione di Parting Ways: Jewishness and the Critique of Zionism (Strade che divergono, Raffaello Cortina, 2013).
In particolare, la ritraduzione di Fare e disfare il genere (titolo che Zappino concorda direttamente con Butler), è trainata dalla nota a margine del traduttore Il genere, luogo precario, che favorisce una rilettura e ricontestualizzazione politica del libro da parte dei movimenti sociali, ampliando l'alleanza fra movimenti queer, transgender e femministi e movimenti contro la precarizzazione e il neoliberismo. Le energie di questa alleanza confluiranno nel volume collettaneo Il genere tra neoliberismo e neofondamentalismo, pubblicato il 22 settembre 2016 dalla casa editrice Ombre corte: libro ampiamente citato e discusso che raccoglie saggi scritti da oltre venti militanti dei movimenti queer, femministi e trans italiani e che, come è stato fatto notare, anticipa "la potente riemersione dei movimenti femministi e Lgbtq, dall'Argentina alla Polonia, dal Messico alla Turchia, dal Cile all'Islanda, dal Brasile all'Italia, passando per gli Stati Uniti".
Sempre nel 2016 Zappino riceve dalla casa editrice Nottetempo l'incarico di tradurre Notes toward a Performative Theory of Assembly, pubblicato l'anno prima da Harvard University Press. Data alle stampe il 9 febbraio 2017 (e ripubblicata nuovamente nel 2023), l'opera prenderà il titolo di L'alleanza dei corpi. Note per una teoria performativa dell'azione collettiva, riscuotendo anche in questo caso un enorme successo di critica: sulle pagine de L'Espresso, Chiara Valentini parlerà di "traduzione appassionata" e la filosofa Luisa Muraro ne elogerà il lavoro traduttivo, sulle pagine di Alfabeta. Sulla scia del successo de L'alleanza dei corpi, Zappino prosegue la collaborazione con Nottetempo e, nel 2019, firma il contratto per la traduzione del nuovo lavoro di Butler, The Force of Nonviolence: An Ethico-Political Bind (Verso Books), contemporaneamente alla sua uscita nel Regno Unito e negli Stati Uniti. L'opera vedrà la luce il 3 settembre 2020, in piena pandemia di Covid-19, col titolo La forza della nonviolenza. Un vincolo etico-politico.
Il 2019 è l'anno di uscita sia del libro Comunismo queer: Note per una sovversione dell'eterosessualità, pubblicato da Meltemi come libro apripista della collana "Culture radicali" coordinata dal gruppo Ippolita (tradotto in francese, nel 2022, dalla casa editrice parigina Syllepse e in catalano, nel 2024, da Manifest Llibres), sia della prima traduzione italiana di The Straight Mind and Other Essays di Monique Wittig, col titolo Il pensiero eterosessuale (Ombre corte), pubblicata dalla casa editrice Beacon Press ventisette anni prima e mai tradotta integralmente in italiano. Ristampata nel 2021 e, nuovamente, nel 2023, la traduzione sortisce l'effetto di ridestare l'attenzione, in Italia, per l'opera di Wittig, come testimoniato dalla pubblicazione o ripubblicazione, nei mesi e anni successivi, di altre opere della teorica francese, o a lei dedicate. Tradotta contestualmente alla scrittura di Comunismo queer (le due opere usciranno lo stesso giorno 18 aprile 2019), Zappino farà ripetutamente riferimento all'opera e alla figura di Monique Wittig come fonte di ispirazione primaria.
Il 12 gennaio 2024, la casa editrice Mimesis pubblica la nuova edizione di Alchimia e utopia (1990) del filosofo Luciano Parinetto, a cura di Gruppo Ippolita, con una postfazione di Federico Zappino: Ma l'uomo onnilaterale non sarà un "uomo". Alchimie del corpo e orgasmi prostatici nel pensiero inclassificabile di Parinetto. Nell'aprile dello stesso anno, la stessa casa editrice dirama nei principali siti di distribuzione libraria la notizia della pubblicazione di Un materialismo queer è possibile e altri scritti politici, una raccolta di testi inediti, saggi militanti, discorsi pubblici e interviste dalla quale emergono "gli ideali, le elaborazioni teoriche e gli amori intellettuali e politici che costellano l’originalissimo percorso politico e culturale del filosofo: dalle posizioni controcorrente rispetto alla crociata anti-gender al rapporto tortuoso con la sinistra e la politica di genere e sessuale mainstream, dai ribaltamenti concettuali in relazione al materialismo alla teorizzazione di un modo di produzione eterosessuale (da sovvertire), fino alle riflessioni sulla vulnerabilità, il potere, l’autoritarismo, il linguaggio, la nonviolenza e l’amore". L'opera esce il 10 maggio, durante il Salone Internazionale del Libro di Torino, ed è presentata dalla sociolinguista Vera Gheno. L'opera che appare in copertina, Gesù Bambino del melograno e del triangolo rosa, è realizzata per l'occasione dall'artista e fumettista Percy Bertolini.

## Opere

### Libri
- Comunisme queer: Notes per una subversió de l'heterosexualitat, (tr. E. Roig), Manifest Llibres, 2024, ISBN 9788410344143

- Un materialismo queer è possibile e altri scritti politici, Mimesis, 2024, ISBN 9791222309071
- Communisme queer: Pour une subversion de l'hétérosexualité (tr. fr. S. Caristia, R. Descottes), Syllepse, 2022, ISBN 979-10-399-0039-3
- Comunismo queer: Note per una sovversione dell’eterosessualità, Meltemi, 2019, ISBN 978-88-835-3959-6, OCLC 1103596854.
- Il genere tra neoliberismo e neofondamentalismo, (cur.), ombre corte, 2016, ISBN 978-88-694-8036-2, OCLC 961107465.
- Fare giustizia: Neoliberismo e diseguaglianze, (cur., con A. Simone), Mimesis, 2016, ISBN 978-88-575-3541-8, OCLC 1045906743.
- Genealogie del presente: Lessico politico per tempi interessanti, (cur., con L. Coccoli e M. Tabacchini), Mimesis, 2014, ISBN 978-88-575-1834-3, OCLC 882554557.

### Traduzioni
- Eve Kosofsky Sedgwick, Stanze private: Epistemologia e politica della sessualità, Carocci, 2011 (Epistemology of the Closet, California University Press, 1990);
- Judith Butler, Atti performativi e costituzione del genere, in E.A.G. Arfini, C. Lo Iacono (cur.), Canone inverso. Antologia di teoria queer, Edizioni ETS, 2012 (Performative Acts and Gender Constitution: Essay in Phenomenology and Feminist Theory, "Theatre Journal", 1988);
- Tim Dean, La cultura della "fecondazione": Barebacking, Bugchasing, Giftgiving, in C. Rinaldi (cur.), Alterazioni. Introduzione alle sociologie dell'omosessualità, Mimesis, 2012 (Breeding Culture: Barebacking, Bugchasing, Giftgiving, "The Massachusetts Review", 2008);
- Judith Butler, La vita psichica del potere: Teorie del soggetto, Mimesis, 2013 (The Psychic Life of Power: Theories in Subjection, Stanford, 1997):
- Judith Butler, Fare e disfare il genere, Mimesis, 2014 (Undoing Gender, Routledge, 2004);
- Pierre Dardot, Christian Laval, Del comune, o della rivoluzione nel XXI secolo, DeriveApprodi, 2015 (con A. Ciervo e L. Coccoli, prefazione di Stefano Rodotà) (Commun: Essai sur la révolution au XXI siècle, La Découverte, 2014);
- Judith Butler, L’alleanza dei corpi: Note per una teoria performativa dell’azione collettiva, Nottetempo, 2017 (Notes Toward a Performative Theory of Assembly, Harvard University Press, 2015);
- Monique Wittig, Il pensiero eterosessuale, ombre corte, 2019 (The Straight Mind and Other Essays, Beacon Press, 1991);
- Judith Butler, La forza della nonviolenza: Un vincolo etico-politico, Nottetempo, 2020 (The Force of Nonviolence: An Ethico-Political Bind, Verso, 2020);
- Chiara Bottici, Nessuna sottomissione: Il femminismo come critica dell’ordine sociale, Laterza, 2023 (Anarchafeminism, Bloomsbury, 2021);
- Judith Butler, Che mondo è mai questo?, Laterza, 2023 (What World is This? A Pandemic Phenomenology, Columbia University Press, 2023);
- Judith Butler, Chi ha paura del gender?, Laterza 2024 (Who's Afraid of Gender? Farrar, Straus & Giroux, 2024).

### Scritti politici
- Essere queer e senza tetto. Le minoranze sessuali e di genere e il problema della casa, in "Il Tascabile", 11 novembre 2021
- Un ddl perfettibile, un dibattito drogato dai social network, in "il manifesto", 29 maggio 2021
- Se la destra strumentalizza il pensiero queer, in "DinamoPress", 11 maggio 2021
- Un materialismo queer è possibile? Lettera a Rifondazione Comunista a margine del dibattito sul ddl Zan, in "rifondazione.it", 23 aprile 2021
- Sul modo di produzione eterosessuale (a cura di L. Petrachi), in "Machina", 20 novembre 2020
- Una rapsodia etero, in "Alfabeta2", 20 gennaio 2019
- Il queer come modo di produzione, in "DinamoPress", 13 agosto 2018
- Quale comunismo queer? Intervento per Marx 2018: rifondare il comunismo, rifondare l’Europa, in "rifondazione.it", 4 maggio 2018
- Note per una giustizia sentimentale, in “OperaViva”, 14 gennaio 2018
- La transessualità, modo di produzione del comune, in "Alfabeta2", 14 novembre 2017
- Ideologia e spirito di scissione in Gramsci dalla prospettiva del separatismo queer, in “OperaViva”, 18 settembre 2017
- Orgoglio, resistenza, sovversione, in “OperaViva”, 4 luglio 2017
- La volontà di negare, II. Norme di genere e stereotipi di genere (con D. Ardilli), in “il lavoro culturale”, 28 aprile 2017
- Gli strumenti del padrone e la casa del padrone, in “OperaViva”, 7 marzo 2017
- Matrice eterosessuale e critica del discorso post-genere, in “Effimera”, 19 novembre 2016
- Note su potere e resistenza, in "Effimera", 16 ottobre 2016
- Il Partito Nazionale della Fertilità. Governo della vita e capitale riproduttivo (con A. Balzano), in “OperaViva”, 8 settembre 2016
- Fine della differenza sessuale?, in "Effimera", 9 agosto 2016
- Sovversione dell'eterosessualità, in "Effimera", 31 marzo 2016
- Il diritto, l’amore e i fantasmi, in “Effimera”, 28 febbraio 2016
- La sfida della teoria del gender: eliminare i presupposti dell’omo-lesbo-transfobia, in “L’indice”, 2, 2016
- La volontà di negare. La teoria del gender e il panico eterosessuale (con D. Ardilli), in “il lavoro culturale”, 14 luglio 2015

## Onorificenze
2024 - Honorary Fellow, Birkbeck University of London
2025 - Premio Visioni

## Nella cultura
- Nell'aprile del 2022, la rivista "Vice" inserisce Comunismo queer fra i settanta libri per celebrare il primo Lgbt+ History Month italiano[34].
- Il film documentario Corpi liberi di Fabiomassimo Lozzi (Inthefilm / Nuvole rapide Produzioni, Italia 2021) è liberamente ispirato a Comunismo queer.
- Nel 2021, Federico Zappino è fra i membri della giuria del MiX - Festival Internazionale di Cinema Lgbtq+ e Cultura Queer, insieme alla scrittrice Lidia Ravera e alla sceneggiatrice Francesca Manieri. Su invito della Direzione artistica del Festival, firma inoltre il Manifesto dell'intera edizione insieme al giornalista Fabio Bozzato[35][36][37].
- Il nome "Federico" che compare nel sonetto di apertura alla sezione Mario Mieli in ciclostile del libro di poesie Campi di battaglia di Jessy Simonini (Sensibili alle foglie, 2021, p. 73) è quello di Federico Zappino. Nell'opera, che costituisce una riscrittura del celebre sonetto di Dante Alighieri, Guido, i' vorrei che tu Lapo ed io, il poeta immagina di "esser preso per incantamento" con "Mario" (Mario Mieli) e "Carla" (Carla Lonzi) e di ritrovarsi in un "vasel" o in una "stanza piena zeppa di merletti" insieme alle teoriche femministe "Adrienne" (Adrienne Rich) e "Monique" (Monique Wittig), alle attiviste trans "Porpora" (Porpora Marcasciano) e "Marcella" (Marcella Di Folco), alla cantante "Dalida" e, appunto, a "Federico".